# Валкан (Алберта)
Валкан (енгл. Vulcan) је мала варош у јужном делу канадске провинције Алберта, и део је статистичке регије Јужна Алберта. Налази се на деоници локалног друма 23, на половини пута између градова Калгари и Летбриџ. 
Насеље је име добило по римског богу ватре Вулкану, а занимљиво је да су све улице у насељу носиле имена по древним митолошким божанствима. Средином прошлог века варош је била позната по бројним силосима за жито од којих је до данас опстао само један. 
Према резултатима пописа становништва из 2011. у варошици је живело 1.836 становника у 865 домаћинстава, 
што је за 5,4% мање у односу на попис из 2006. када је регистровано 1.940 становника.
Привреда вароши данас почива на пољопривреди и туризму. Главне културе су пшеница, јечам и уљана репица. 
Валкан је доспео на туристичку мапу захваљујући свом имену и чињеници да дели име са замишљеном планетом Вулкан која се спомиње у научнофантастичном серијалу Звездане стазе. Са тим у вези у вароши је подигнут и туристички инфо центар посвећен том серијалу, а постављена је и реплика свемирског брода Ентерпрајз који се помиње у серијалу.

## Становништво
| 2011. |
| ----- |
| 1.836 |